# Valdemaras Martinkėnas
Valdemaras Martinkėnas (Alytus, 1965. március 10. – Nova Gorica, 2004. július 20.) szovjet és litván labdarúgó kapus, edző.

## Pályafutása

### Klubcsapatokban
Futballpályafutását 1984-ben a Žalgiris Vilnius csapatánál kezdte. 1987-től 1988-ig az Atlantas Klaipėdában játszott. 1989-ben visszatért a Žalgirishoz, és 1991-ben megnyerte a litván bajnokságot. Ebben az évben a Dinamo Kijivhez igazolt, ahol 1993-ban ukrán bajnok lett. Kétszer védte a Dinamo kapuját az UEFA-bajnokok ligájában.
1994 és 1996 között a svájci FC Wilnél játszott. Ezután rövid ideig a finn FC Haka és az észt Lelle SK kapuját védte. 1997-ben a KAMAZ-Chally Naberezhnye Chelny-hez került. Azonban itt nem játszott sokáig, mert a Kareda Šiauliaira együtteséhez igazolt. 2000-ben, 35 évesen az észt FC Kuressaare klubban fejezte be a labdarúgó pályafutását.

### A válogatottban
1991-ben mutatkozott be a litván válogatottban. Összesen 19 nemzetközi mérkőzésen játszott.

### Edzőként
Játékos pályafutása befejezése után a Kareda Šiauliai edzője lett. Ezután segédedzőként dolgozott a Flora Tallinn-nál és az észt válogatottnál.
Vezetőedzőként egyszer Litvániában bajnoki címre vezette a Karedát, a Flora Tallinn csapatával pedig háromszor lett észt bajnok. 2001-ben az Eesti Jalgpall magazin szerint Martinkenast választották az észt liga legjobb edzőjének.
2004 júliusában az észt klub a szlovén ND Gorica csapattal találkozott a bajnokok ligája selejtezőkörében. Martinkenas a mérkőzés előtt kipróbálta az extrém úszást, amelynek egy része a víz alatt zajlott, de meghalt egy hegyi folyóban Gorica közelében.

## Sikerei, díjai

### Klubcsapatokban
Žalgiris Vilnius
- Litván bajnok: 1991
- Litván kupagyőztes: 1990

 Dinamo Kijiv
- Ukrán bajnok: 1993

### Egyéni
- Az év litván labdarúgója: 1989, 1992

## Fordítás
- Ez a szócikk részben vagy egészben  a   Valdemaras Martinkėnas című lengyel Wikipédia-szócikk ezen változatának fordításán alapul.  Az eredeti cikk szerkesztőit annak laptörténete sorolja fel. Ez a jelzés csupán a megfogalmazás eredetét és a szerzői jogokat jelzi, nem szolgál a cikkben szereplő információk forrásmegjelöléseként.